# Le Mans

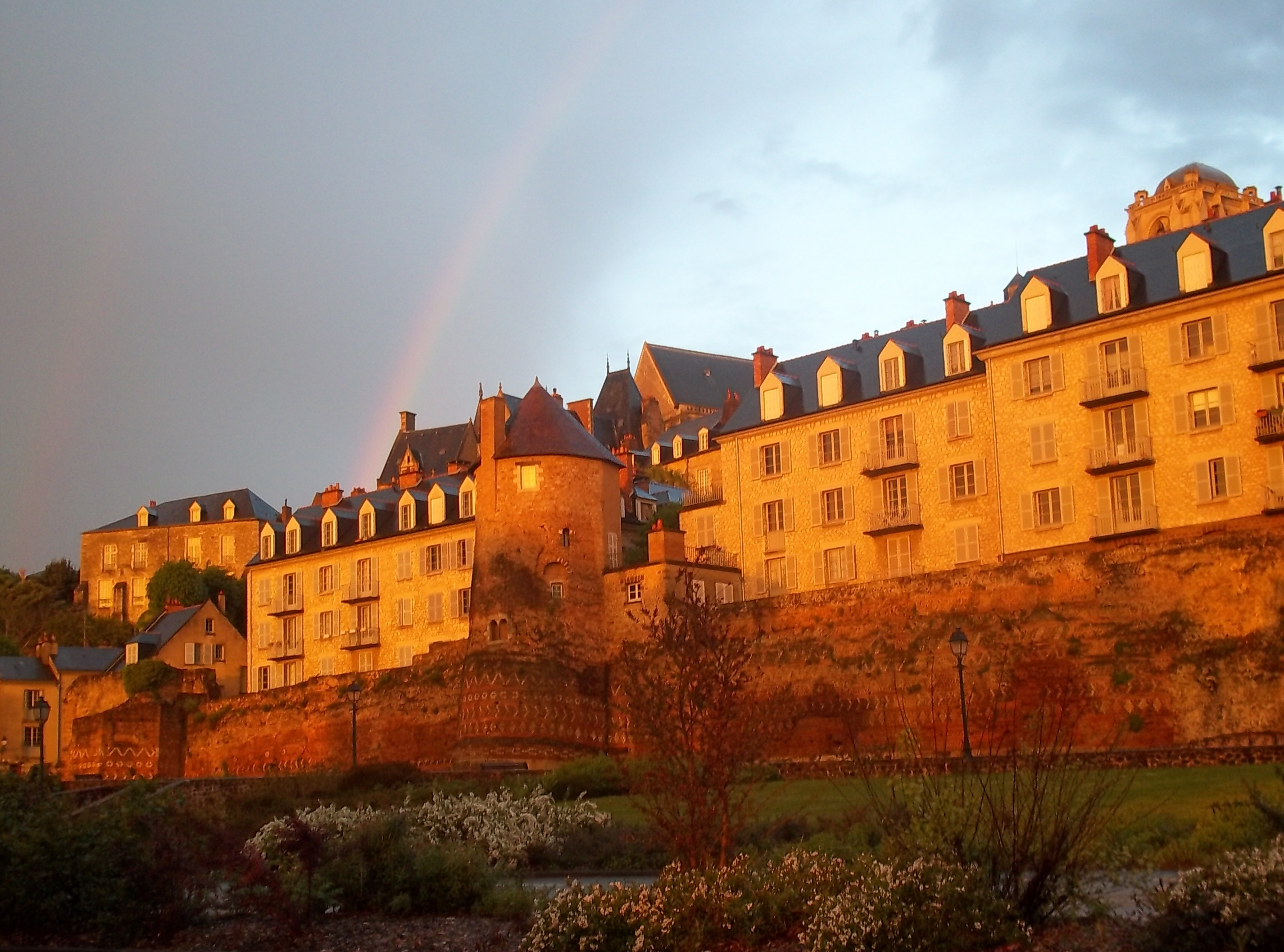
Muraille Gallo-Romaine

Le Mans é uma cidade da França, capital do departamento de Sarthe, Região Administrativa de País do Loire, localizada as margens do Rio Sarthe. Era chamada de Suindino (em latim: Suindinum) no período romano.
A cidade é famosa pela corrida automobilística que sedia, anualmente, denominada 24 Horas de Le Mans.
No censo francês de 1999, a cidade possuía 146 105 habitantes e a área metropolitana 293 159 habitantes.
Como principal cidade do Condado de Maine, Le Mans foi palco de lutas no século XI entre o Condado de Anjou e o Ducado da Normandia. Foi em 1066, época em que os normandos controlavam Maine, que Guilherme I — o Conquistador — invadiu com sucesso a Inglaterra.
Em 1069, os habitantes de Le Mans, revoltados, expulsaram os normandos e proclamaram Hugo V como conde de Maine.